# رضا علاءالدین
رضا علاءالدین معروف به حاج رضا علاءالدین، تاجر و سرمایه‌دار ایرانی است. او صاحب پاساژ علاءالدین و مالک سرقفلی تمامی مغازه‌های آن است.

## زندگی‌نامه
او فرزند یک خانواده ۷ نفره بود که به گزارش روزنامه قانون، این خانواده اصالتاً دماوندی هستند، پدربزرگ این خانواده موسی علاءالدین افسر عالیرتبه ارتش بوده‌است. تحصیلات رضا علاءالدین تا دیپلم ریاضی است.
علاءالدین از ابتدای دهه ۱۳۵۰ کارش را آغاز کرد و در ابتدا یک مغازه پلاستیک‌فروشی داشت. او به‌مرور کاسبی خود را گسترش داد و محل پاساژ را خرید. از املاک این خانواده می‌شود به بازار تحریر، پاساژهای مروی و هزاران مغازه در تهران نام برد. او را از معدود سرمایه داران بدون وام در ایران نام می‌بردند.

## حواشی
از رضا علاالدین به‌عنوان یکی از سرمایه‌داران و سازندگان پاساژهای تجاری میتوان نام برد. او قواعد خاصی در خرید و فروش دارد مانند اینکه هیچ کسی حق خرید و فروش با غیر از خودش ندارد یا اینکه مستاجرین به جای ۱۲ اجاره در سال میبایست ۱۳ اجاره بدهند یا دیگر اینکه برای تمدید اجاره هر سال میبایست کمیسیون مجدد پرداخت کنند و... 

## فساد
نام وی در کنار برخی سرمایه داران مفسد ایران همچون فاضل خداداد ها، شهرام جزایری ها، مه آفرید خسروی ها برده شده است. 
گزارش متعددی در رسانه های ایران در باره انواع تقلب و‌کلاه برداری در پاساژ علاالدین که در مالکیت وی قرار دارد انتشار یافته است. وی از سوی مقامات شهری متهم است در پاساژ علاالدین تخلفاتی همچون نداشتن پایان كار و حتی پروانه برای این ساختمان قدیمی، استفاده از پارکینگ در نقش انبار تجاری و در نهایت ساخت طبقه اضافه در بام بدون دریافت مجوز صورت داده است.